# Turisas
Turisas je folkmetalová skupina z finského města Hämeenlinna. Skupina byla pod názvem Köyliö založena v roce 1997 Mathiasem Nygårdem a Jussim Wickströmem a o rok později byla přejmenována na Turisas podle starodávného finského boha války.
Turisas ve své hudbě mísí prvky power metalu, viking metalu a folk metalu. Sami svůj styl označují jako battle metal (battle = boj, bitva).
Po dvou demonahrávkách a jednom EP natočili v roce 2004 své debutové album Battle Metal, které přineslo první velký úspěch.
29. října 2005 byl kytarista Georg Laakso těžce zraněn při autonehodě a kvůli poraněné míše byl donucen ukončit spolupráci se skupinou. V roce 2006 měli společné turné s kapelou Lordi. V roce 2007 vytvořili další album The Varangian Way (podle Vikingů, kteří v 9.–10. století táhli ze Skandinávie jižně až do Konstantinopole a písně z alba právě tuto pouť popisují). Celý kytarový part na něm zahrál Jussi Wickström sám. Na podzim 2008 vyšlo DVD obsahující kompilaci živých vystoupení ze zatím největšího turné kapely po rodném Finsku a dokument o tomto turné.
Jejich vzhled stojí za zmínku – nosí vikinské dobové kostýmy a obličeje mají natřeny červeno-černě. Sami to komentují takto: „Ano, lidé si myslí, že je to šílené, ale máme důvod proč to dělat. Nejsme druzí Lordi."[zdroj?]

## Diskografie

### Alba
- Battle Metal (2004)
- The Varangian Way (2007)
- Stand Up and Fight (2011)
- Turisas2013 (2013)

### Singly
- „To Holmgard and Beyond“ (2007)
- „Rasputin“ (2007)
- „Supernaut“ (2010)
- „Stand Up and Fight“ (2010)
- „For Your Own Good“ (2013)

### Dema
- Taiston Tie - The Battle Path Demo (1998)
- Unnamed Promo (1999)
- The Heart of Turisas EP (2001)

### DVD
- A Finnish Summer with Turisas (2008)

## Sestava
- Mathias "Warlord" Nygård – zpěv
- Olli Vänskä – housle
- Jesper Anastasiadis – basová kytara
- Jussi Wickström – kytara
- Jaakko Jakku – bicí

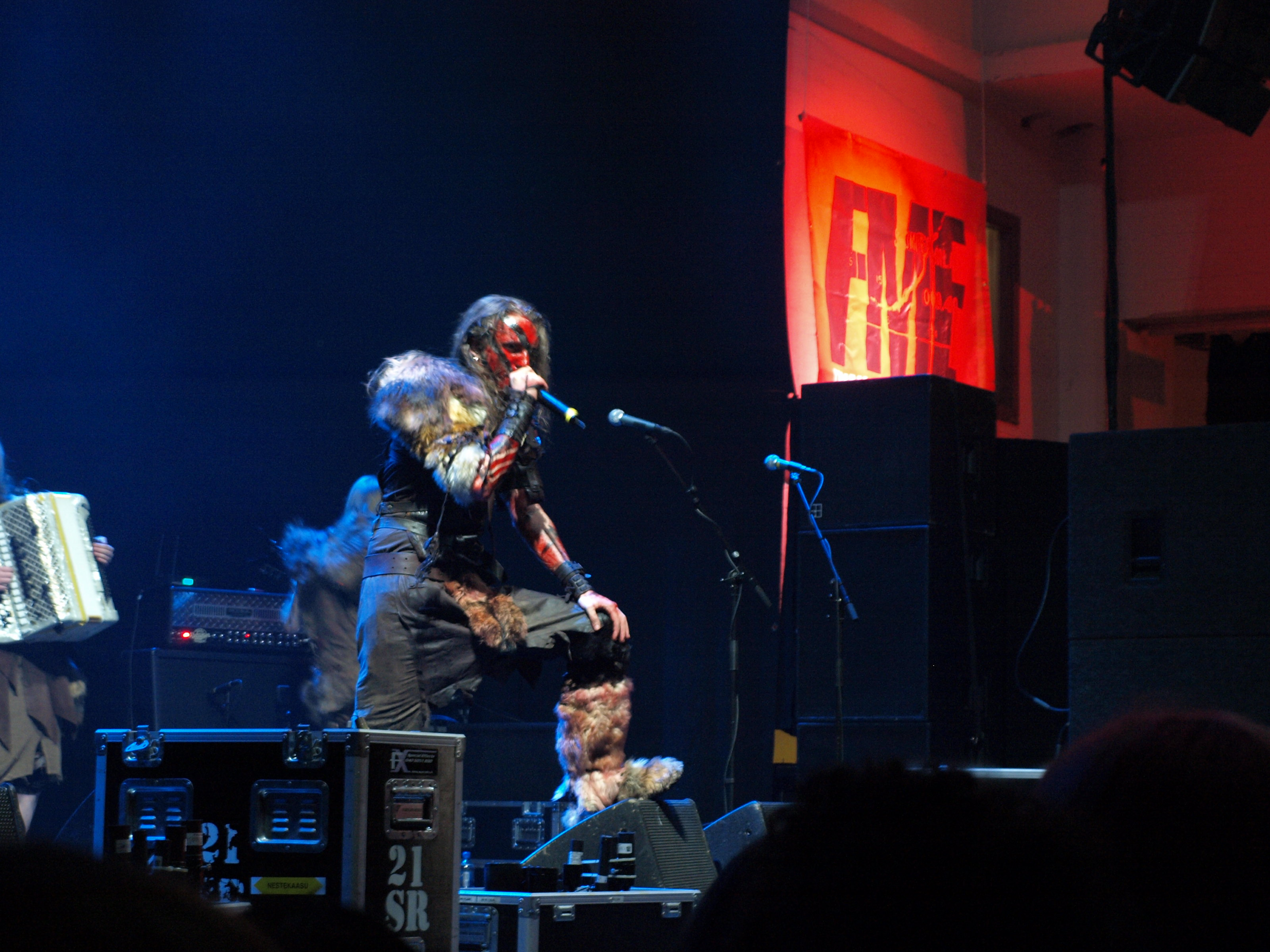
Mathias "Warlord" Nygård
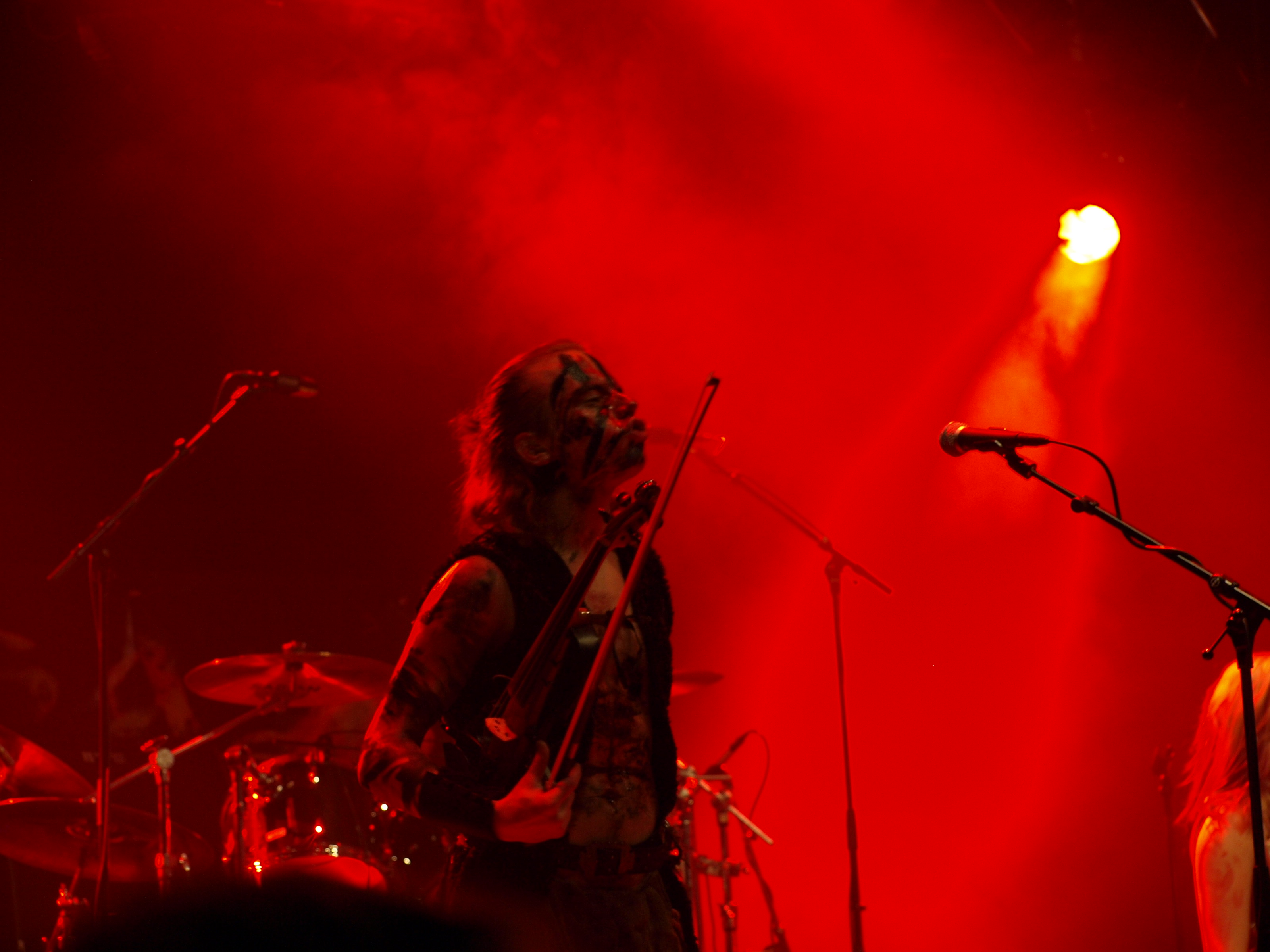
Olli Vänskä
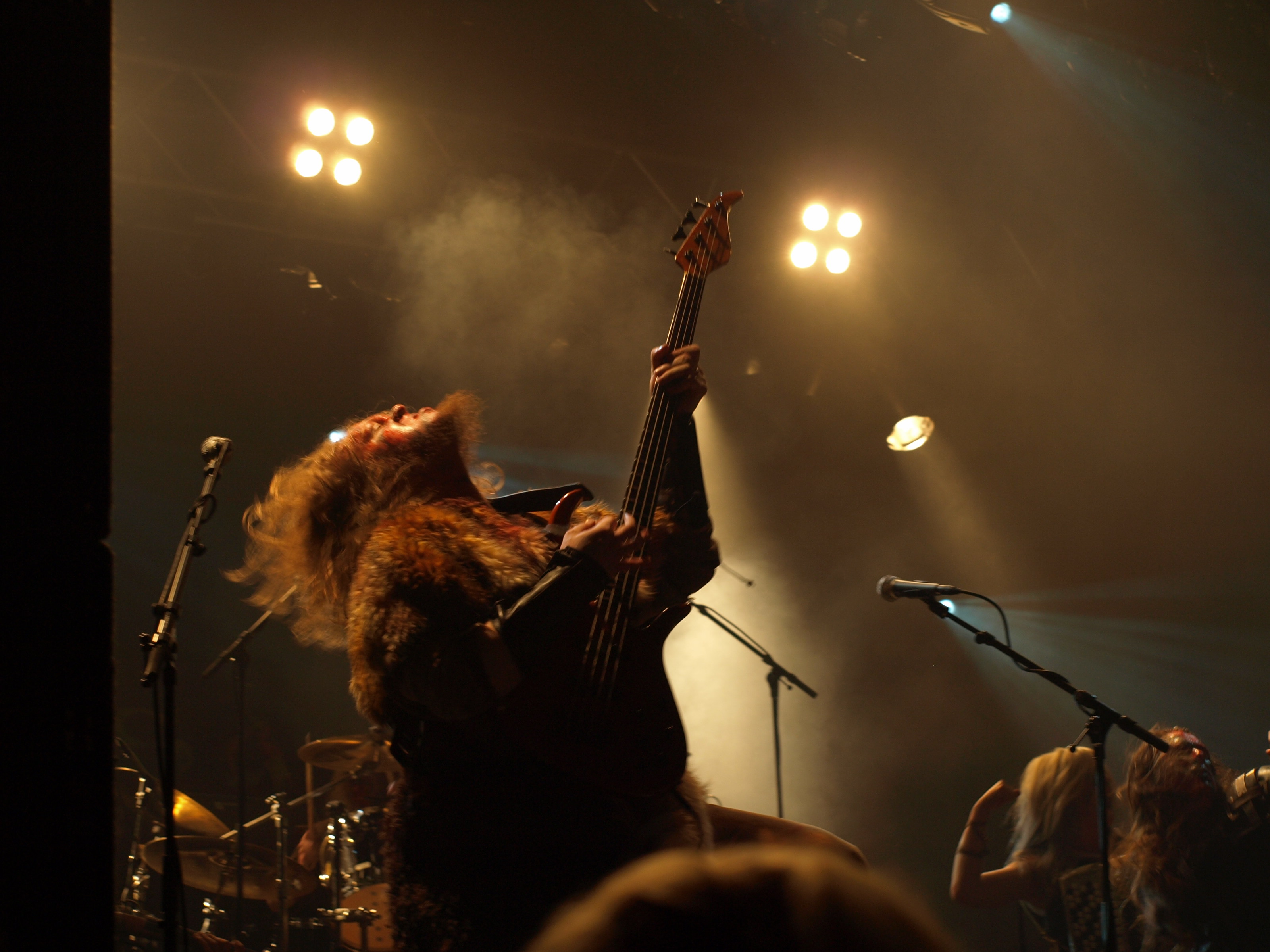
Hannes "Hanu" Horma
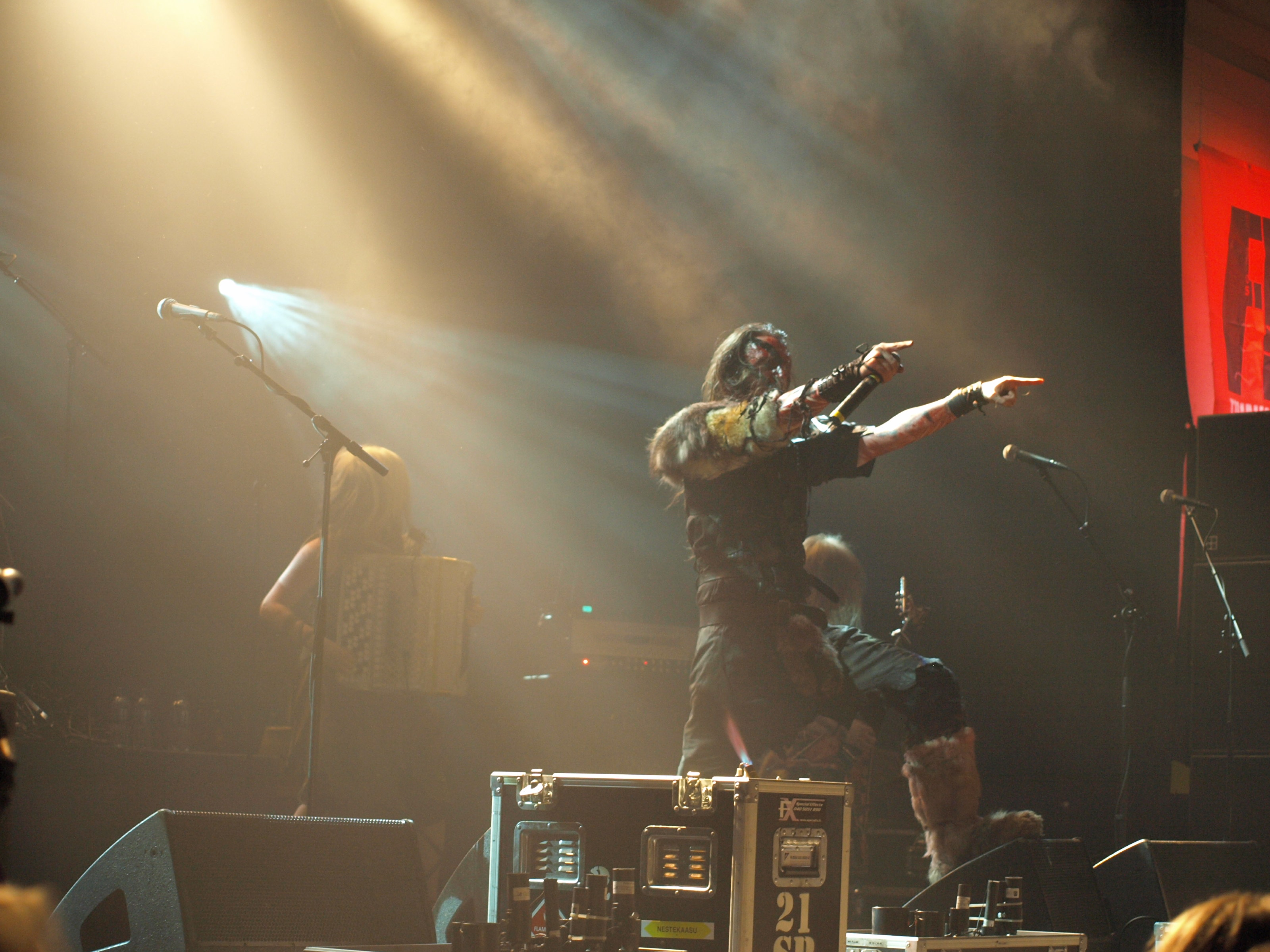
Janne "Lisko" Mäkinen + Mathias "Warlord" Nygård

### Bývalí členové
- Janne "Lisko" Mäkinen – akordeon
- Antti Ventola – klávesy
- Georg Laakso – kytara
- Ari Kärkkäinen – kytara
- Sami Aarnio – basová kytara
- Tino Ahola – basová kytara
- Mikko Törmikoski – basová kytara
- Netta Skog – akordeon
- Hannes Horma – basová kytara
- Tude Lehtonen – bicí
- Jukka-Pekka Miettinen – basová kytara
- Robert Engstrand – klávesy